# Powódź w Canberze (1971)
Powódź w Canberze w 1971 – powódź błyskawiczna, która miała miejsce 26 stycznia 1971 w Woden Valley, Canberra. Podczas powodzi zginęło 7 osób, 15 zostało rannych a 500 osób zostało dotkniętych powodzią. Szkody zostały oszacowane na 9 milionów dolarów australijskich. Szacuje się, że w ciągu godziny spadło 95 mm deszczu.  
Australijski policjant Constable Jeff Brown, został odznaczony Queen's Gallantry Medal za działania ratownicze podczas trwania powodzi w sześć miesięcy po powodzi. Kolejnych czterech funkcjonariuszy otrzymało później oznaczenie Queen's Commendation for Brave Conduct również przyznane za działania ratownicze.   
Ministrem Spraw Wewnętrznych w trakcie katastrofy był Peter Nixon, który w lutym 1971 roku został zastąpiony przez Ralpha Hunta. Dochodzenie w sprawie ofiar rozpoczęło się w dniu 22 lutego 1971. Wyniki śledztwa koronera zostały ogłoszone w dniu 15 marca 1971.     

## Lista ofiar[5]
- Carmel Anne Smith (19)
- Margaret Mary Smith (15)
- Michael John Smith (6)
- Jennifer Ann Seymour (12)
- Dianne Elizabeth Seymour (8)
- Lon Victor Cumberland (18)
- Roderick Dumaresq Simon (20)